# Liste der Mitglieder des Repräsentantenhauses im 119. Kongress der Vereinigten Staaten
- Dem.: 212
- Vakant: 4
- Rep.: 219

Sitzverteilung im Repräsentantenhaus des 119. Kongresses nach Wahlkreisen. Kräftige Farben: Übernahme bzw. Hinzugewinn durch die jeweilige Partei.

Der 119. Kongress der Vereinigten Staaten wurde am 5. November 2024 gewählt und konstituiert sich am 3. Januar 2025. Die Republikanische Partei konnte eine knappe Mehrheit von 220 zu 215 Sitzen im Repräsentantenhaus der Vereinigten Staaten erringen.

## Änderungen während der Legislaturperiode
| Bezirk              | Bisheriger Abgeordneter | Grund für Änderung | Gewählter Nachfolger | Datum der Vereidigung |
| ------------------- | ----------------------- | --- | -------------------- | --------------------- |
| Florida 1. Bezirk   | vakant                  | Der letzte Abgeordnete für diesen Bezirk, Matt Gaetz (R), legte sein Mandat am 13. November 2024 und damit noch vor Beginn des 119. Kongresses nieder, da der gewählte Präsident Donald Trump ihn für das Amt des Attorney General nominiert hatte. Wenige Tage später verkündete Gaetz, dass er für dieses Amt nicht mehr zur Verfügung stehe; gleichzeitig gab er bekannt, dem 119. Kongress trotz erfolgreicher Wiederwahl nicht anzugehören, sodass der Sitz zunächst unbesetzt blieb. Die Nachwahl fand am 1. April 2025 statt. | Jimmy Patronis (R)   | 2. April 2025         |
| Florida 6. Bezirk   | Mike Waltz (R)          | Der bisherige Abgeordnete legte sein Mandat am 20. Januar 2025 nieder, um sein Amt als Nationaler Sicherheitsberater antreten zu können. Die Nachwahl fand am 1. April 2025 statt. | Randy Fine (R)       | 2. April 2025         |
| Texas 18. Bezirk    | Sylvester Turner (D)    | Der bisherige Abgeordnete verstarb am 5. März 2025. Die Nachwahl findet voraussichtlich am 4. November 2025 statt. |                      |                       |
| Arizona 7. Bezirk   | Raúl Grijalva (D)       | Der bisherige Abgeordnete verstarb am 13. März 2025. Die Nachwahl findet voraussichtlich am 23. September 2025 statt. |                      |                       |
| Virginia 11. Bezirk | Gerry Connolly (D)      | Der bisherige Abgeordnete verstarb am 21. Mai 2025. Die Nachwahl findet voraussichtlich am 9. September 2025 statt. |                      |                       |
| Tennessee 7. Bezirk | Mark Green (R)          | Der bisherige Abgeordnete legte sein Mandat am 20. Juli 2025 nieder, um in die Privatwirtschaft zu wechseln. Die Nachwahl findet voraussichtlich am 2. Dezember 2025 statt. |                      |                       |

## Liste der Abgeordneten
Die Zahlen geben die jeweiligen Kongresswahlbezirke an. Die Staaten Alaska, Delaware, North und South Dakota, Vermont und Wyoming stellen jeweils nur einen Abgeordneten in einem Gesamtwahlbezirk („at-large“-Bezirk).
Alabama
1. Barry Moore (R)
2. Shomari Figures (D)
3. Mike D. Rogers (R)
4. Robert Aderholt (R)
5. Dale Strong (R)
6. Gary Palmer (R)
7. Terri Sewell (D)
Alaska
At-large. Nick Begich III (R)
Arizona
1. David Schweikert (R)
2. Eli Crane (R)
3. Yassamin Ansari (D)
4. Greg Stanton (D)
5. Andy Biggs (R)
6. Juan Ciscomani (R)
7. Raúl Grijalva (D) (bis 13. März 2025)
Vakant (seit 13. März 2025)
8. Abraham Hamadeh (R)
9. Paul Gosar (R)
Arkansas
1. Rick Crawford (R)
2. French Hill (R)
3. Steve Womack (R)
4. Bruce Westerman (R)
Colorado
1. Diana DeGette (D)
2. Joe Neguse (D)
3. Jeff Hurd (R)
4. Lauren Boebert (R)
5. Jeff Crank (R)
6. Jason Crow (D)
7. Brittany Pettersen (D)
8. Gabe Evans (R)
Connecticut
1. John Larson (D)
2. Joe Courtney (D)
3. Rosa DeLauro (D)
4. Jim Himes (D)
5. Jahana Hayes (D)
Delaware
At-large. Sarah McBride (D)
Florida
1. Vakant (bis 2. April 2025)
Jimmy Patronis (R) (seit 2. April 2025)
2. Neal Dunn (R)
3. Kat Cammack (R)
4. Aaron Bean (R)
5. John Rutherford (R)
6. Michael Waltz (R) (bis 20. Januar 2025)
Randy Fine (R) (seit 2. April 2025)
7. Cory Mills (R)
8.  Mike Haridopolos (R)
9. Darren Soto (D)
10. Maxwell Frost (D)
11. Daniel Webster (R)
12. Gus Bilirakis (R)
13. Anna Paulina Luna (R)
14. Kathy Castor (D)
15. Laurel Lee (R)
16. Vern Buchanan (R)
17. Greg Steube (R)
18. Scott Franklin (R)
19. Byron Donalds (R)
20. Sheila Cherfilus-McCormick (D)
21. Brian Mast (R)
22. Lois Frankel (D)
23. Jared Moskowitz (D)
24. Frederica Wilson (D)
25. Debbie Wasserman Schultz (D)
26. Mario Diaz-Balart (R)
27. María Elvira Salazar (R)
28. Carlos A. Giménez (R)
Georgia
1. Buddy Carter (R)
2. Sanford Bishop (D)
3. Brian Jack (R)
4. Hank Johnson (D)
5. Nikema Williams (D)
6. Lucy McBath (D)
7. Rich McCormick (R)
8. Austin Scott (R)
9. Andrew Clyde (R)
10. Mike Collins (R)
11. Barry Loudermilk (R)
12. Rick W. Allen (R)
13. David Scott (D)
14. Marjorie Taylor Greene (R)
Hawaii
1. Ed Case (D)
2. Jill Tokuda (D)
Idaho
1. Russ Fulcher (R)
2. Mike Simpson (R)
Illinois
1. Jonathan Jackson (D)
2. Robin Kelly (D)
3. Delia Ramirez (D)
4. Chuy García (D)
5. Mike Quigley (D)
6. Sean Casten (D)
7. Danny K. Davis (D)
8. Raja Krishnamoorthi (D)
9. Jan Schakowsky (D)
10. Brad Schneider (D)
11. Bill Foster (D)
12. Mike Bost (R)
13. Nikki Budzinski (D)
14. Lauren Underwood (D)
15. Mary E. Miller (R)
16. Darin LaHood (R)
17. Eric Sorensen (D)
Indiana
1. Frank J. Mrvan (D)
2. Rudy Yakym (R)
3.  Marlin Stutzman (R)
4. Jim Baird (R)
5. Victoria Spartz (R)
6. Jefferson Shreve (R)
7. André Carson (D)
8.  Mark Messmer (R)
9. Erin Houchin (R)
Iowa
1. Mariannette Miller-Meeks (R)
2. Ashley Hinson (R)
3. Zach Nunn (R)
4. Randy Feenstra (R)
Kalifornien
1. Doug LaMalfa (R)
2. Jared Huffman (D)
3. Kevin Kiley (R)
4. Mike Thompson (D)
5. Tom McClintock (R)
6. Ami Bera (D)
7. Doris Matsui (D)
8. John Garamendi (D)
9. Josh Harder (D)
10. Mark DeSaulnier (D)
11. Nancy Pelosi (D)
12. Lateefah Simon (D)
13. Adam Gray (D)
14. Eric Swalwell (D)
15. Kevin Mullin (D)
16. Sam Liccardo (D)
17. Ro Khanna (D)
18. Zoe Lofgren (D)
19. Jimmy Panetta (D)
20. Vince Fong  (R)
21. Jim Costa (D)
22. David Valadao (R)
23. Jay Obernolte (R)
24. Salud Carbajal (D)
25. Raul Ruiz (D)
26. Julia Brownley (D)
27. George T. Whitesides (D)
28. Judy Chu (D)
29. Luz Rivas (D)
30. Laura Friedman (D)
31. Gil Cisneros (D)
32. Brad Sherman (D)
33. Pete Aguilar (D)
34. Jimmy Gomez (D)
35. Norma Torres (D)
36. Ted Lieu (D)
37. Sydney Kamlager-Dove (D)
38. Linda Sánchez (D)
39. Mark Takano (D)
40. Young Kim (R)
41. Ken Calvert (R)
42. Robert Garcia (D)
43. Maxine Waters (D)
44. Nanette Barragán (D)
45. Derek Tran (D)
46. Lou Correa (D)
47. Dave Min (D)
48. Darrell Issa (R)
49. Mike Levin (D)
50. Scott Peters (D)
51. Sara Jacobs (D)
52. Juan Vargas (D)
Kansas
1. Tracey Mann (R)
2. Derek Schmidt (R)
3. Sharice Davids (D)
4. Ron Estes (R)
Kentucky
1. James Comer (R)
2. Brett Guthrie (R)
3. Morgan McGarvey (D)
4. Thomas Massie (R)
5. Hal Rogers (R)
6. Andy Barr (R)
Louisiana
1. Steve Scalise (R)
2. Troy Carter (D)
3. Clay Higgins (R)
4. Mike Johnson (R)
5. Julia Letlow (R)
6.  Cleo Fields (D)
Maine
1. Chellie Pingree (D)
2. Jared Golden (D)
Maryland
1. Andrew P. Harris (R)
2. Johnny Olszewski (D)
3.  Sarah Elfreth (D)
4. Glenn Ivey (D)
5. Steny Hoyer (D)
6.  April McClain Delaney (D)
7. Kweisi Mfume (D)
8. Jamie Raskin (D)
Massachusetts
1. Richard Neal (D)
2. Jim McGovern (D)
3. Lori Trahan (D)
4. Jake Auchincloss (D)
5. Katherine Clark (D)
6. Seth Moulton (D)
7. Ayanna Pressley (D)
8. Stephen Lynch (D)
9. William R. Keating (D)
Michigan
1. Jack Bergman (R)
2. John Moolenaar (R)
3. Hillary Scholten (D)
4. Bill Huizenga (R)
5. Tim Walberg (R)
6. Debbie Dingell (D)
7. Tom Barrett (R)
8. Kristen McDonald Rivet (D)
9. Lisa McClain (R)
10. John James (R)
11. Haley Stevens (D)
12. Rashida Tlaib (D)
13. Shri Thanedar (D)
Minnesota
1. Brad Finstad (R)
2. Angie Craig (D)
3. Kelly Morrison (D)
4. Betty McCollum (D)
5. Ilhan Omar (D)
6. Tom Emmer (R)
7. Michelle Fischbach (R)
8. Pete Stauber (R)
Mississippi
1. Trent Kelly (R)
2. Bennie Thompson (D)
3. Michael Guest (R)
4. Mike Ezell (R)
Missouri
1. Wesley Bell (D)
2. Ann Wagner (R)
3. Bob Onder (R)
4. Mark Alford (R)
5. Emanuel Cleaver (D)
6. Sam Graves (R)
7. Eric Burlison (R)
8. Jason Smith (R)
Montana
1. Ryan Zinke (R)
2.  Troy Downing (R)
Nebraska
1. Mike Flood (R)
2. Don Bacon (R)
3. Adrian M. Smith (R)
Nevada
1. Dina Titus (D)
2. Mark Amodei (R)
3. Susie Lee (D)
4. Steven Horsford (D)
New Hampshire
1. Chris Pappas (D)
2.  Maggie Goodlander (D)
New Jersey
1. Donald Norcross (D)
2. Jeff Van Drew (R)
3.  Herb Conaway (D)
4. Chris Smith (R)
5. Josh Gottheimer (D)
6. Frank Pallone (D)
7. Thomas Kean junior (R)
8. Rob Menendez (D)
9. Nellie Pou (D)
10. LaMonica McIver (D)
11. Mikie Sherrill (D)
12. Bonnie Watson Coleman (D)
New Mexico
1. Melanie Stansbury (D)
2. Gabe Vasquez (D)
3. Teresa Leger Fernandez (D)
New York
1. Nick LaLota (R)
2. Andrew Garbarino (R)
3. Tom Suozzi (D)
4. Laura Gillen (D)
5. Gregory Meeks (D)
6. Grace Meng (D)
7. Nydia Velázquez (D)
8. Hakeem Jeffries (D)
9. Yvette Clarke (D)
10. Dan Goldman (D)
11. Nicole Malliotakis (R)
12. Jerry Nadler (D)
13. Adriano Espaillat (D)
14. Alexandria Ocasio-Cortez (D)
15. Ritchie Torres (D)
16. George Latimer (D)
17. Mike Lawler (R)
18. Pat Ryan (D)
19. Josh Riley (D)
20. Paul Tonko (D)
21. Elise Stefanik (R)
22. John Mannion (D)
23. Nick Langworthy (R)
24. Claudia Tenney (R)
25. Joseph D. Morelle (D)
26. Tim Kennedy (D)
North Carolina
1. Don Davis (D)
2. Deborah Ross (D)
3. Greg Murphy (R)
4. Valerie Foushee (D)
5. Virginia Foxx (R)
6. Addison McDowell (R)
7. David Rouzer (R)
8. Mark Harris (R)
9. Richard Hudson (R)
10. Pat Harrigan (R)
11. Chuck Edwards (R)
12. Alma Adams (D)
13. Brad Knott (R)
14.  Tim Moore (R)
North Dakota
At-large. Julie Fedorchak (R)
Ohio
1. Greg Landsman (D)
2. David Taylor (R)
3. Joyce Beatty (D)
4. Jim Jordan (R)
5. Bob Latta (R)
6. Michael Rulli (R)
7. Max Miller (R)
8. Warren Davidson (R)
9. Marcy Kaptur (D)
10. Mike Turner (R)
11. Shontel Brown (D)
12. Troy Balderson (R)
13. Emilia Sykes (D)
14. David Joyce (R)
15. Mike Carey (R)
Oklahoma
1. Kevin Hern (R)
2. Josh Brecheen (R)
3. Frank Lucas (R)
4. Tom Cole (R)
5. Stephanie Bice (R)
Oregon
1. Suzanne Bonamici (D)
2. Cliff Bentz (R)
3. Maxine Dexter (D)
4. Val Hoyle (D)
5. Janelle Bynum (D)
6. Andrea Salinas (D)
Pennsylvania
1. Brian Fitzpatrick (R)
2. Brendan Boyle (D)
3. Dwight Evans (D)
4. Madeleine Dean (D)
5. Mary Gay Scanlon (D)
6. Chrissy Houlahan (D)
7. Ryan Mackenzie (R)
8. Rob Bresnahan (R)
9. Dan Meuser (R)
10. Scott Perry (R)
11. Lloyd Smucker (R)
12. Summer Lee (D)
13. John Joyce (R)
14. Guy Reschenthaler (R)
15. Glenn Thompson (R)
16. Mike Kelly (R)
17. Chris Deluzio (D)
Rhode Island
1. Gabe Amo (D)
2. Seth Magaziner (D)
South Carolina
1. Nancy Mace (R)
2. Joe Wilson (R)
3. Sheri Biggs (R)
4. William Timmons (R)
5. Ralph Norman (R)
6. Jim Clyburn (D)
7. Russell Fry (R)
South Dakota
At-large. Dusty Johnson (R)
Tennessee
1. Diana Harshbarger (R)
2. Tim Burchett (R)
3. Chuck Fleischmann (R)
4. Scott DesJarlais (R)
5. Andy Ogles (R)
6. John Williams Rose (R)
7. Mark E. Green (R) (bis 20. Juli 2025)
Vakant (seit 21. Juli 2025)
8. David Kustoff (R)
9. Steve Cohen (D)
Texas
1. Nathaniel Moran (R)
2. Dan Crenshaw (R)
3. Keith Self (R)
4. Pat Fallon (R)
5. Lance Gooden (R)
6. Jake Ellzey (R)
7. Lizzie Fletcher (D)
8. Morgan Luttrell (R)
9. Al Green (D)
10. Michael McCaul (R)
11. August Pfluger (R)
12. Craig Goldman (R)
13. Ronny Jackson (R)
14. Randy Weber (R)
15. Monica De La Cruz (R)
16. Veronica Escobar (D)
17. Pete Sessions (R)
18. Sylvester Turner (D) (bis 5. März 2025)
Vakant (seit 5. März 2025)
19. Jodey Arrington (R)
20. Joaquín Castro (D)
21. Chip Roy (R)
22. Troy Nehls (R)
23. Tony Gonzales (R)
24. Beth Van Duyne (R)
25. Roger Williams (R)
26. Brandon Gill (R)
27. Michael Cloud (R)
28. Henry Cuellar (D)
29. Sylvia Garcia (D)
30. Jasmine Crockett (D)
31. John Carter (R)
32. Julie Johnson (D)
33. Marc Veasey (D)
34. Vicente Gonzalez (D)
35. Greg Casar (D)
36. Brian Babin (R)
37. Lloyd Doggett (D)
38. Wesley Hunt (R)
Utah
1. Blake Moore (R)
2. Celeste Maloy (R)
3. Mike Kennedy (R)
4. Burgess Owens (R)
Vermont
At-large. Becca Balint (D)
Virginia
1. Rob Wittman (R)
2. Jen Kiggans (R)
3. Bobby Scott (D)
4. Jennifer McClellan (D)
5. John McGuire (R)
6. Ben Cline (R)
7. Eugene Vindman (D)
8. Don Beyer (D)
9. Morgan Griffith (R)
10. Suhas Subramanyam (D)
11. Gerry Connolly (D) (bis 21. Mai 2025)
Vakant (seit 21. Mai 2025)
Washington
1. Suzan DelBene (D)
2. Rick Larsen (D)
3. Marie Gluesenkamp Perez (D)
4. Dan Newhouse (R)
5. Michael Baumgartner (R)
6. Emily Randall (D)
7. Pramila Jayapal (D)
8. Kim Schrier (D)
9. Adam Smith (D)
10. Marilyn Strickland (D)
West Virginia
1. Carol Miller (R)
2. Riley Moore (R)
Wisconsin
1. Bryan Steil (R)
2. Mark Pocan (D)
3. Derrick Van Orden (R)
4. Gwen Moore (D)
5. Scott L. Fitzgerald (R)
6. Glenn Grothman (R)
7. Tom Tiffany (R)
8. Tony Wied (R)
Wyoming
At-large. Harriet Hageman (R)
Nicht-stimmberechtigte Abgeordnete
Amerikanische Jungferninseln. Stacey Plaskett (D)
Amerikanisch-Samoa. Amata Coleman Radewagen (R)
District of Columbia. Eleanor Holmes Norton (D)
Guam. James Moylan (R)
Nördliche Marianen. Kimberlyn King-Hinds (R)
Puerto Rico. Pablo Hernández Rivera (PPD/D)